# Pradelles, Nord
Pradelles là một xã ở trong tỉnh Nord ở miền bắc nước Pháp. Xã này có diện tích 3,27 km², dân số năm 1999 là 184 người. Xã nằm ở khu vực có độ cao trung bình 25 mét trên mực nước biển.